# Berger Rücken
Der Berger Rücken ist eine geologische Formation im Nordosten von Frankfurt am Main zwischen den Tälern von Main und Nidder/Nidda. Er verbindet die Frankfurter Stadtteile Berkersheim, Seckbach und Bergen und erstreckt sich im Osten bis nach Maintal-Bischofsheim. Teile des Berger Rückens gehören zum Landschaftsschutzgebiet Frankfurter Grüngürtel und zum Quellenwanderweg im Frankfurter Grüngürtel.
Der Südhang des Berger Rückens östlich von Bergen, wird als Berger Hang bezeichnet. Er gehört zu den Frankfurter Naturschutzgebieten und ist als FFH-Gebiet ausgewiesen. Westlich von Bergen befindet sich mit dem Lohrberger Hang der einzige verbliebene Weinberg im Frankfurter Stadtgebiet. Auf dem flacheren Nordhang erstreckt sich der von Streuobstwiesen und fruchtbaren Lößflächen geprägte Heiligenstock. Auf dem höchsten Punkt des Berger Rückens steht die Berger Warte.

## Lage und Geschichte
Zusammen mit seiner östlichen Verlängerung, der Hohen Straße, bildet der Berger Rücken die 81,14 km² große naturräumliche Einheit 234.4 Bergener Rücken (Hohe Straße), die zur Haupteinheit Wetterau gehört.
Der Berger Rücken entstand während des Pleistozäns, als sich der Main in mehreren Flussterrassen in kalkreiche Schichten aus der Zeit des Tertiärs eingrub und einen nach Süden steil abfallenden Prallhang ausformte. Nach Südwesten fällt der Berger Rücken über den 185 Meter hohen Lohrberg und den Huthpark zur Friedberger Warte hin ab und läuft im Bornheimer Hang und im Röderberg aus. Relikte aus dieser Zeit bilden das Enkheimer Ried, das Riederbruch und das Seckbacher Ried am Fuß des Berger Rückens.
In der heutigen Frankfurter Innenstadt schuf der Main einen Durchbruch, der die Ausläufer des Berger Rückens vom Sachsenhäuser Berg trennte. Die Kalksteinbarriere im Flussbett bildete eine mit Fuhrwerken passierbare Furt, die der hier angelegten Siedlung im frühen Mittelalter ihren Namen und ihre Bedeutung als Verkehrsknotenpunkt verlieh.
Nach Norden fällt der Berger Rücken sanft zu den Tälern der Nidder und Nidda hin ab. Im Osten geht er bei Bruchköbel in das Ronneburger Hügelland über. Der geologische Untergrund aus massivem Kalkstein entstand im Oligozän, als das Gebiet Teil eines Meeresarmes war. Die Böden bestehen am Südhang aus mittelgründigen Rendzinen und Parabraunerden, im Nordhang zur Wetterau hin überwiegen fruchtbare Lößböden. An einigen Stellen findet sich Basalt im Untergrund, der aus dem Vogelsbergvulkanismus des Miozän stammt. Vereinzelt finden sich kleine tertiäre Braunkohleflöze im Untergrund, beispielsweise bei Seckbach und Roßdorf, die im 19. Jahrhundert zeitweise ausgebeutet wurden.
Die höchste Erhebung des Berger Rückens bildet das Wartfeld an dem frühneuzeitlichen Wartturm Berger Warte auf Seckbacher Gemarkung auf 212,4 m ü. NHN. Nur wenig weiter nordöstlich befindet sich mit dem Gisisberg auf 202 Metern über NHN der zweithöchste Punkt des Berger Rückens.
Am Berger Rücken wurden unter anderem Baudenkmäler, ein römisches Heiligtum, ein römischer Gutshof, römische Straßen, eine Jupitergigantensäule bei Seckbach und das Anthracotherium seckbachense, ein urzeitliches Huftier von der Größe eines Flusspferdes, ausgegraben.

## Berger Warte
Am höchsten Punkt des Berger Rückens, dem Wartfeld, auf Seckbacher Gemarkung steht die denkmalgeschützte Berger Warte. Der runde, etwa 12 Meter hohe Wartturm wurde Mitte des 16. Jahrhunderts aus Rotem Mainsandstein erbaut. Der Flurname Am Galgen erinnert an das ehemalige Hochgericht, das sich von 1484 bis 1835 nördlich der Warte befand. Heute liegt hier die Zufahrt zum Umspannwerk Frankfurt-Nord der Tennet TSO, über das große Teile Frankfurts mit Strom versorgt werden. Nahe der Warte befindet sich der 1925 angelegte Jüdische Friedhof Bergen II.

### Nordhang
Seit 2004 ist ein Teil des Geländes nordöstlich der Berger Warte als Fauna-Flora-Habitat (FFH) eingetragen. Es erstreckt sich entlang des Nordhangs des Berger Rückens an der Stadtgrenze zum nördlich davon gelegenen Bad Vilbel und umfasst 29,81 Hektar.
Am Nordhang des Berger Rückens finden sich zahlreiche Magerwiesen und Streuobstgebiete. Die fruchtbaren Lößböden werden landwirtschaftlich genutzt. Wegen der vielen kleinteiligen Parzellen gibt es viele Hecken und kaum öffentliche Wege. Im Frühjahr duftet es intensiv nach Bärlauch (Allium ursinum). An einigen Stellen sind noch Terrassen mit alten Weinstöcken erhalten geblieben. Bis ins 20. Jahrhundert wurde hier in großem Umfang Wein angebaut. Buchfink (Fringilla coelebs), Grauammer (Emberiza calandra), Kuckuck (Cuculus canorus), Steinkauz (Athene noctua), Nachtigall (Luscinia megarhynchos), Neuntöter (Lanius collurio) und zahlreiche Insektenarten sind hier anzutreffen.
Das 1,5 Hektar große Baumlohhohl am Berger Rücken gehört zu den Naturdenkmalen in Frankfurt. Das Feldgehölz mit Eichen (Quercus), Fichten (Picea), Hainbuchen (Carpinus betulus), Weiden (Salix), Holunder (Sambucus), Schlehen (Prunus spinosa), Birken (Betula) und Hasel (Corylus) ging aus einem früheren Hohlweg mit Hecken zu beiden Seiten hervor. Wild, Vögeln und Kleinsäugern bietet es einen geschützten Unterschlupf.

## Berger Hang
Der steile Südhang des Berger Rückens, der Berger Hang, ist seit 1954 ein etwa 10 Hektar großes Naturschutzgebiet und seit dem Jahr 2000 als FFH-Gebiet Am Berger Hang ausgewiesen. Es erstreckt sich bis zur Stadtgrenze zu Bischofsheim. Blütenreiche Fettwiesen mit seltenen streng geschützten Pflanzen wie zum Beispiel das Helmknabenkraut (Orchis militaris), ein Meer von Primeln (Primula) und alter Obstbaumbestand haben sich darauf eingestellt und formieren sich zum größten zusammenhängenden Streuobstwiesengebiet Hessens. Dazwischen liegen Wiesen mit Orchideenarten (Orchidaceae), zum Beispiel Händelwurzen (Gymnadenia), die im Sommer zur Geltung kommen.
Auf dem Gelände befindet sich unter anderem die Vogelkundliche Beobachtungsstation Untermain des Bundes für Umwelt und Naturschutz Deutschland (BUND).
Viele Quellen entspringen am Berger Rücken, der Quellenwanderweg im Frankfurter Grüngürtel verbindet sie. Ihre Entstehung ist auf einen schichtartigen Aufbau aus Kiesen, Sanden und Tonen von Ablagerungen zurückzuführen, die Altarme des Mains hinterlassen haben. Der Enkheimer Mühlbach hat ein 5 bis 8 Meter tiefes Tal in den Südhang des Berger Rückens gegraben, der hier besonders steil ist. In dem seit 1968 als Naturschutzgebiet ausgewiesenen 3,28 Hektar großen Mühlbachtal findet sich der Riesenschachtelhalm (Equisetum telmateia), Relikt eines früheren Bachauenwaldes. Es handelt sich um das im ganzen Rhein-Main-Gebiet einzige Vorkommen. An den Hängen des Mühlbachtales wurde im 18. und 19. Jahrhundert Wein angebaut, danach erfolgte eine Umstellung auf Obst.

## Lohrberg und Lohrpark

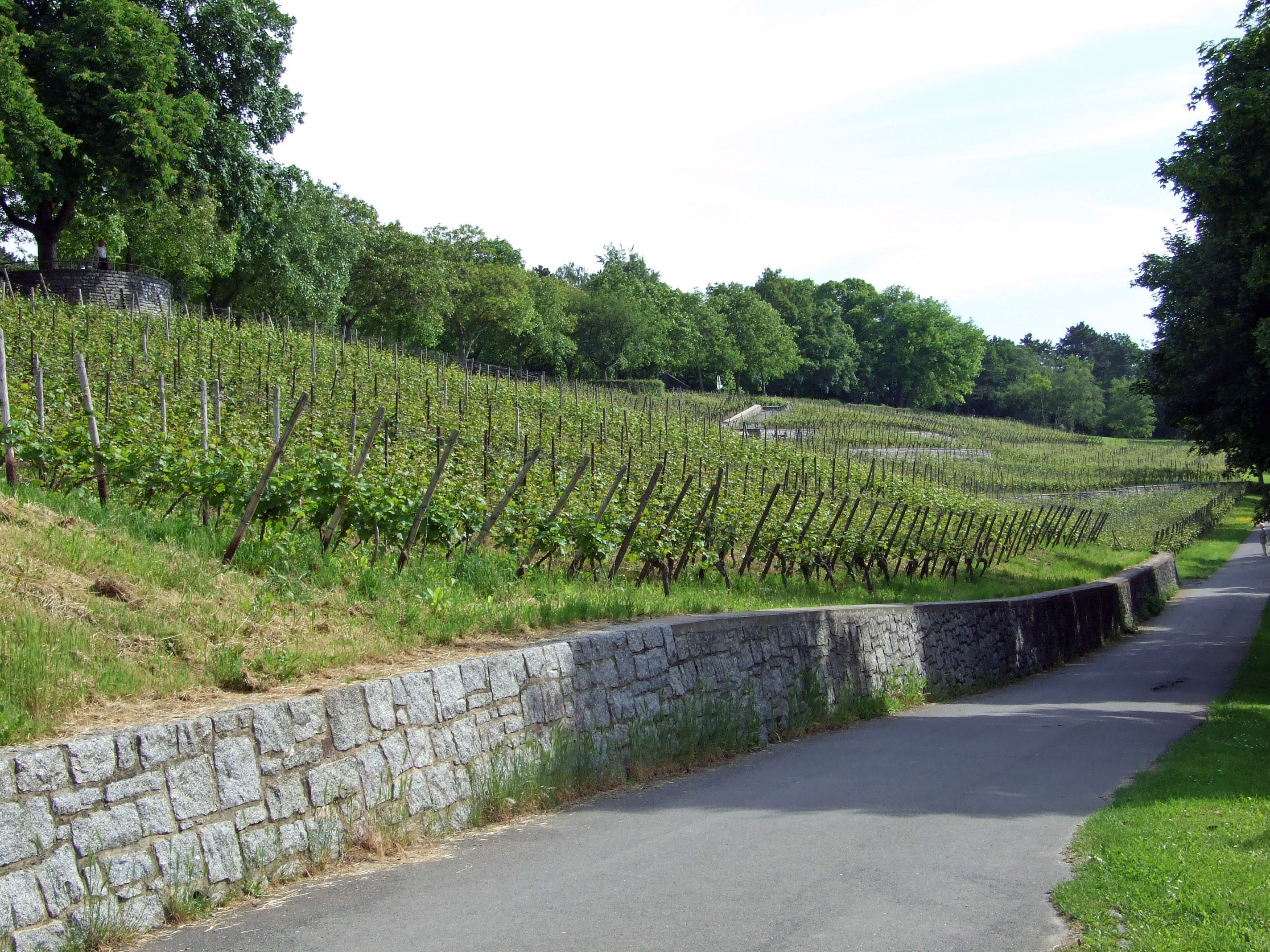
Der Lohrberger Hang ist Frankfurts einziger Weinberg

Der 185 m über NHN gelegene Lohrberg oberhalb von Seckbach fällt steil nach Süden und Südwesten hin ab. Wegen seiner Aussicht über große Teile der Stadt gilt er als Hausberg der Frankfurter. Hier legte der Frankfurter Gartenbaudirektor Max Bromme ab 1924 den Lohrpark an. Teil dieses 18 Hektar großen Volksparks ist der einzige Frankfurter Weinberg am Lohrberger Hang. Die ausschließlich mit Riesling bestockte 1,3 Hektar umfassende Weinlage gehört zum Weinbaugebiet Rheingau.

## Heiligenstock

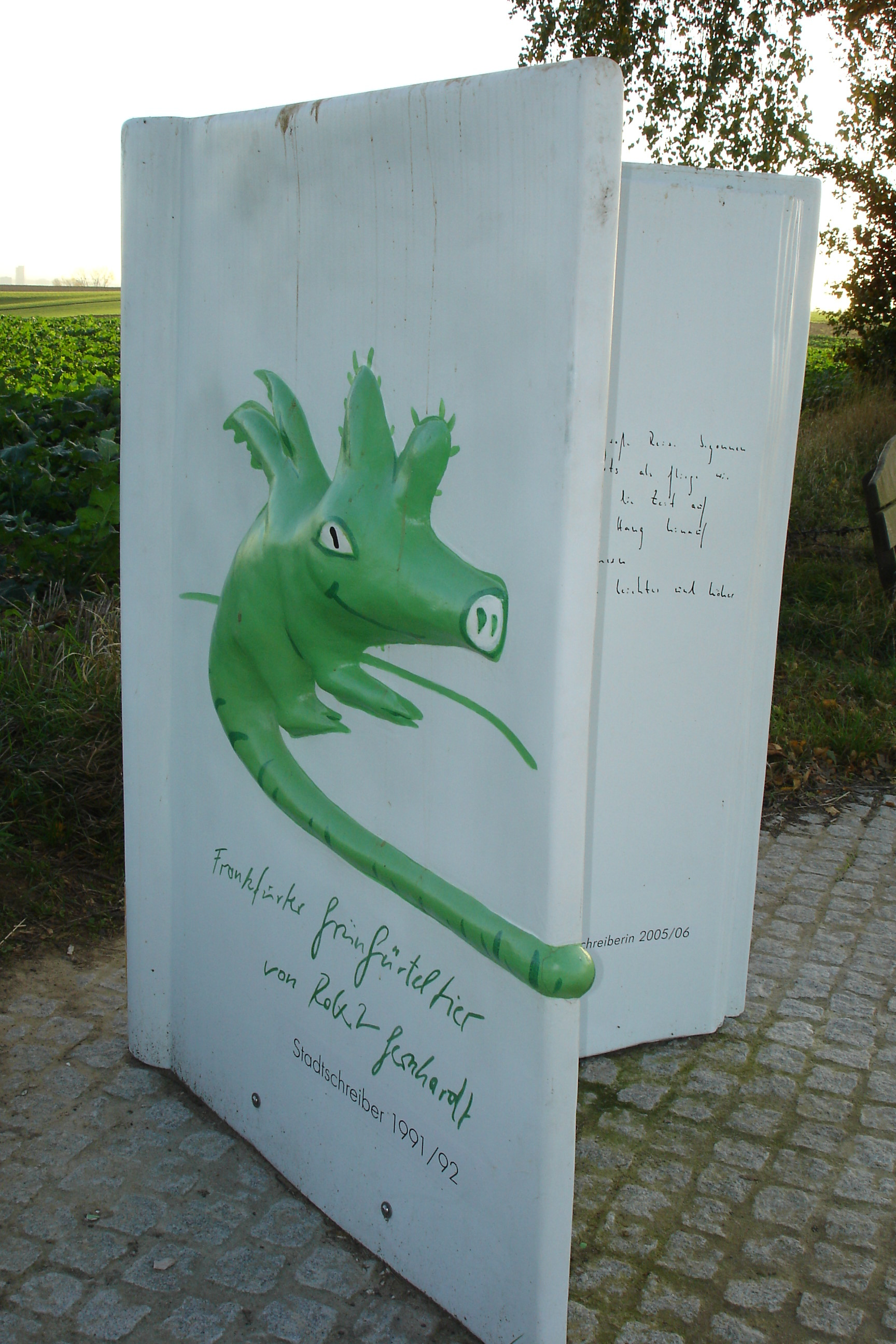
Frankfurter Grüngürteltier an der Hohen Straße

Das Gebiet nördlich der Friedberger Landstraße trägt den Namen Heiligenstock nach einem kleinen mittelalterlichen Bildstock neben dem Gasthaus Altes Zollhaus an der Landstraße. Mit 182 m über NHN ist der Heiligenstock der dritthöchste Punkt in Frankfurt. Die Landschaft ist geprägt von Magerrasen und alten Streuobstwiesen mit alten Birn-, Apfel-, Kirsch- und Mirabellenbäumen. Von 1924 bis 1967 befanden sich hier der Sender Heiligenstock, weiter nördlich betrieb die Deutsche Nachrichtenagentur den DENA-Sender. Reste der alten Betonfundamente sind im Naturschutzgebiet noch sichtbar.
Anfang der 1990er Jahre legte die Stadt Frankfurt hier den Parkfriedhof Heiligenstock an. Gegenüber liegt die Lärchenwiese, ein in Frankfurt gänzlich ungewohnter Anblick. Die Lärchen (Larix), eigentlich in den Alpen beheimatet, färben ihre Nadeln im Herbst goldgelb, bevor sie sie, abweichend von anderen Nadelbaumarten, abwerfen.
Etwa gleichzeitig mit dem Bau der Nordweststadt begannen um 1960 Überlegungen zum Bau der Wohnstadt Heiligenstock, einer Trabantenstadt für 75.000 Einwohner auf dem Heiligenstock zwischen Seckbach, Preungesheim, Bad Vilbel und Berkersheim. 1965/66 begannen die Planungen, die sich über etwa 10 Jahre erstreckten. 1971 legte die Stadt eine Planungsstudie vor; die Baukosten wurden auf 5 Milliarden DM geschätzt. Bedenken hinsichtlich des Landschaftsverbrauchs und der Auswirkungen auf das Stadtklima, aber auch wirtschaftliche Überlegungen, verzögerten die Planung. Ab 1974 wurden lediglich noch Teilbaumaßnahmen untersucht. 1986 erließ die Stadt den Bebauungsplan 446 Seckbach-Nord mit dem Ziel, das ganze Gebiet zwischen Huthpark, Friedberger Landstraße und Lohrberg für Wohnbebauung zu erschließen. 1991 beschlossen die Stadtverordneten, das ganze Gebiet in den Frankfurter Grüngürtel aufzunehmen, aber erst 2016 wurde ein neuer Bebauungsplan 812 Grüngürtelpark Seckbach-Nord verabschiedet. In den Grüngürtelpark sollen bestehende landwirtschaftliche Nutzflächen und Freizeitgärten integriert werden.

## Sehenswürdigkeiten

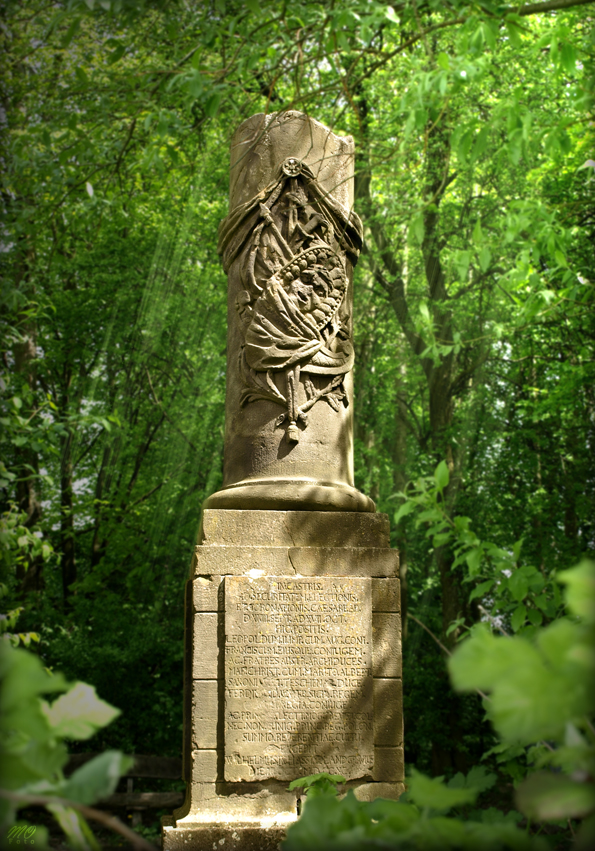
Die Leopoldsäule von 1790

Der Lohrberg bietet einen unverbauten Panorama-Ausblick auf das Maintal und die Stadt Frankfurt. Ziele eines Spaziergangs bzw. einer Wanderung können zum Beispiel der Weinberg Lohrberger Hang (1924), das Gartenlokal Lohrbergschänke (1933) mit integriertem Lohrhaus (1763), das ÄppelBistro des MainÄppelHauses oder das Wasserspielbecken des Kinder-Erholungsgartens (1929) auf dem Lohrberg, die historische Berger Warte (1340/1557) mit der benachbarten Leopoldsäule (1790) und der angrenzende Schauplatz der Schlacht bei Bergen, das Naturschutzgebiet Berger Hang, das Naturschutzgebiet Mühlbachtal, die Naturschutzgebiete Seckbacher Ried und Enkheimer Ried, der Huthpark oder das Gelände am Heiligenstock sein.
Einige Fahrrad- und Wanderwege des Frankfurter GrünGürtels führen über den Berger Rücken. Neben dem Quellenwanderweg wird der Berger Rücken auch durch den Vulkan-Steig (Vater-Bender-Weg) des Vogelsberger Höhen-Clubs erschlossen. Der Vulkan-Steig ist durch Wegemarkierungen ausgezeichnet, die aus einem Rechteck bestehen, das horizontal in eine oben rote und unten weiße Fläche aufgeteilt ist. Organisierte Wanderungen über den Berger Rücken haben unter anderem der Pfälzerwald-Verein und die Wanderabteilung des Turnvereins Seckbach 1875 durchgeführt.

## Verkehrsanbindung
Über den Berger Rücken verläuft die Friedberger Landstraße zwischen der Friedberger Warte und Bad Vilbel als Teil der Bundesstraße 521. An der Stadtgrenze zweigt die B 521 nach Süden auf die Vilbeler Landstraße ab. Südlich der Berger Warte zweigt die B 521 nach Osten ab und wird nördlich um Bergen geführt bis zur Kreuzung mit der Erlenseer Straße am Ostrand Bergens. Von hier verläuft die B 521 in Richtung Niederdorfelden, wo sie den Berger Rücken verlässt und das Niddertal erreicht.
Der Berger Rücken lässt sich zu Fuß oder per Fahrrad von verschiedenen Punkten aus erschließen, von Seckbach aus zum Beispiel über den Lohrberg, von Bergen und Bad Vilbel aus über die Vilbeler Landstraße. Bei jeder Variante sind zum Teil erhebliche Steigungen zu überwinden. Mit dem öffentlichen Personennahverkehr (ÖPNV) dient die RMV-Buslinie 551, Haltestelle Berger Warte, als Zubringer. Von dort ist der Zugang relativ ebenerdig. Weitere Optionen sind die RMV-Buslinie 43 bis zur Haltestelle Budge-Heim/Lohrberg oder die Buslinien 30 bzw. 69 bis zur Haltestelle Heiligenstock/Lohrberg.

## Galerie

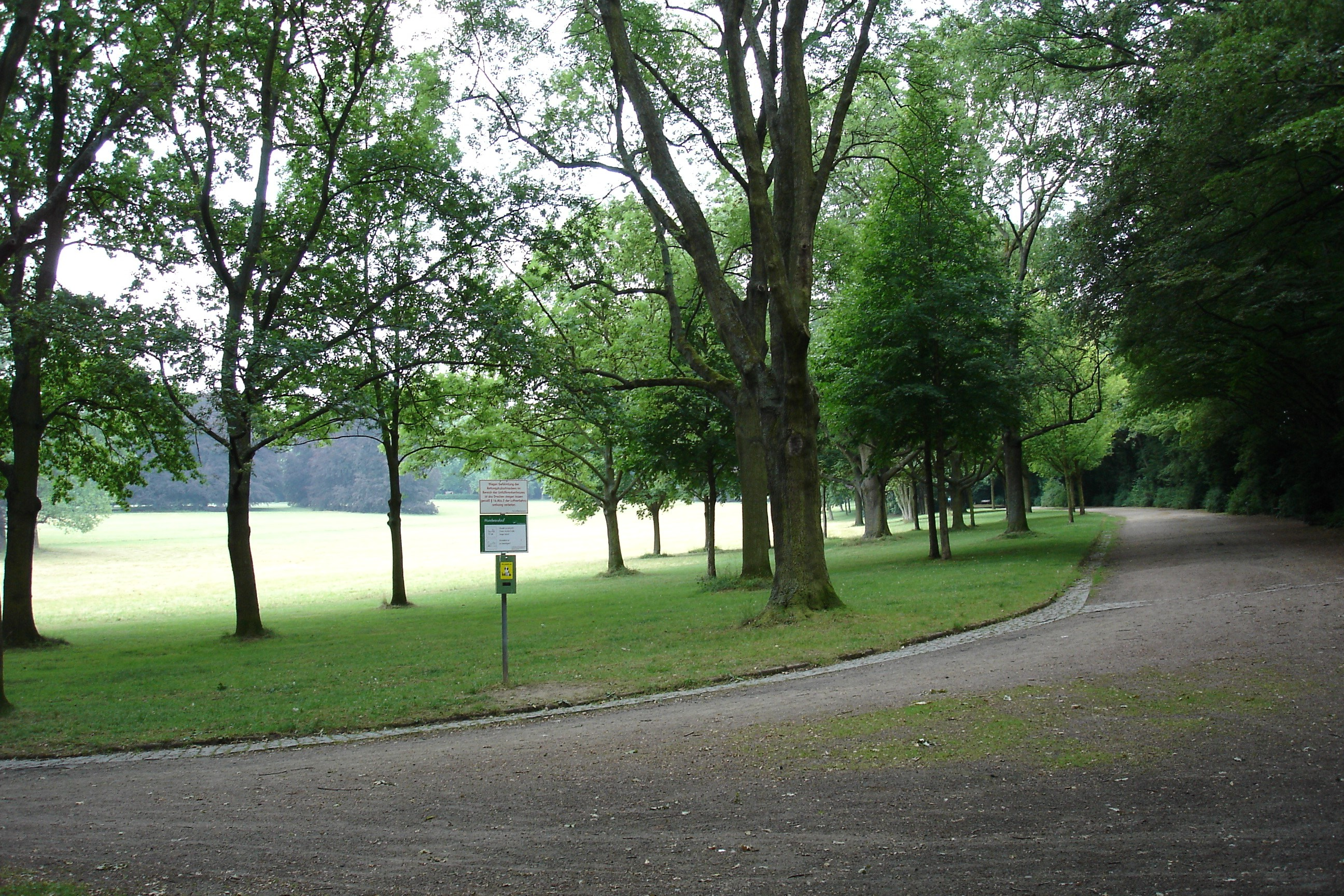
Huthpark als westlichster Punkt des Berger Rückens
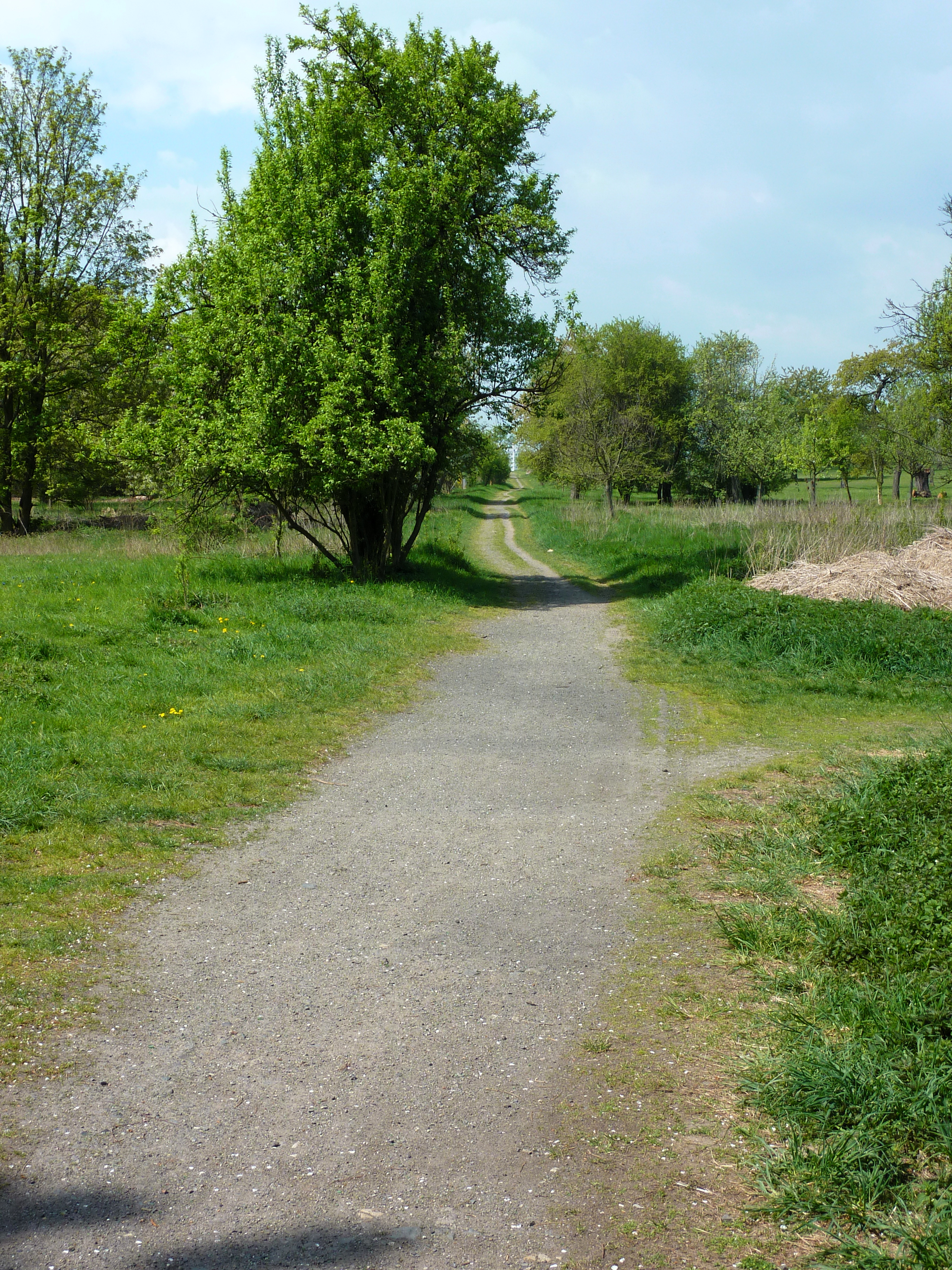
Der Eselsweg auf dem Heiligenstock-Gelände
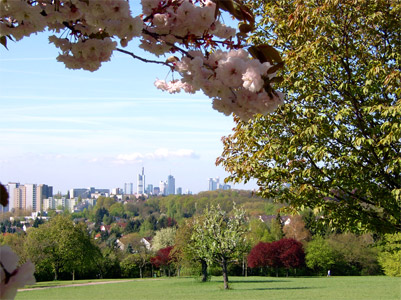
Frühlingsblüte auf dem Lohrberg
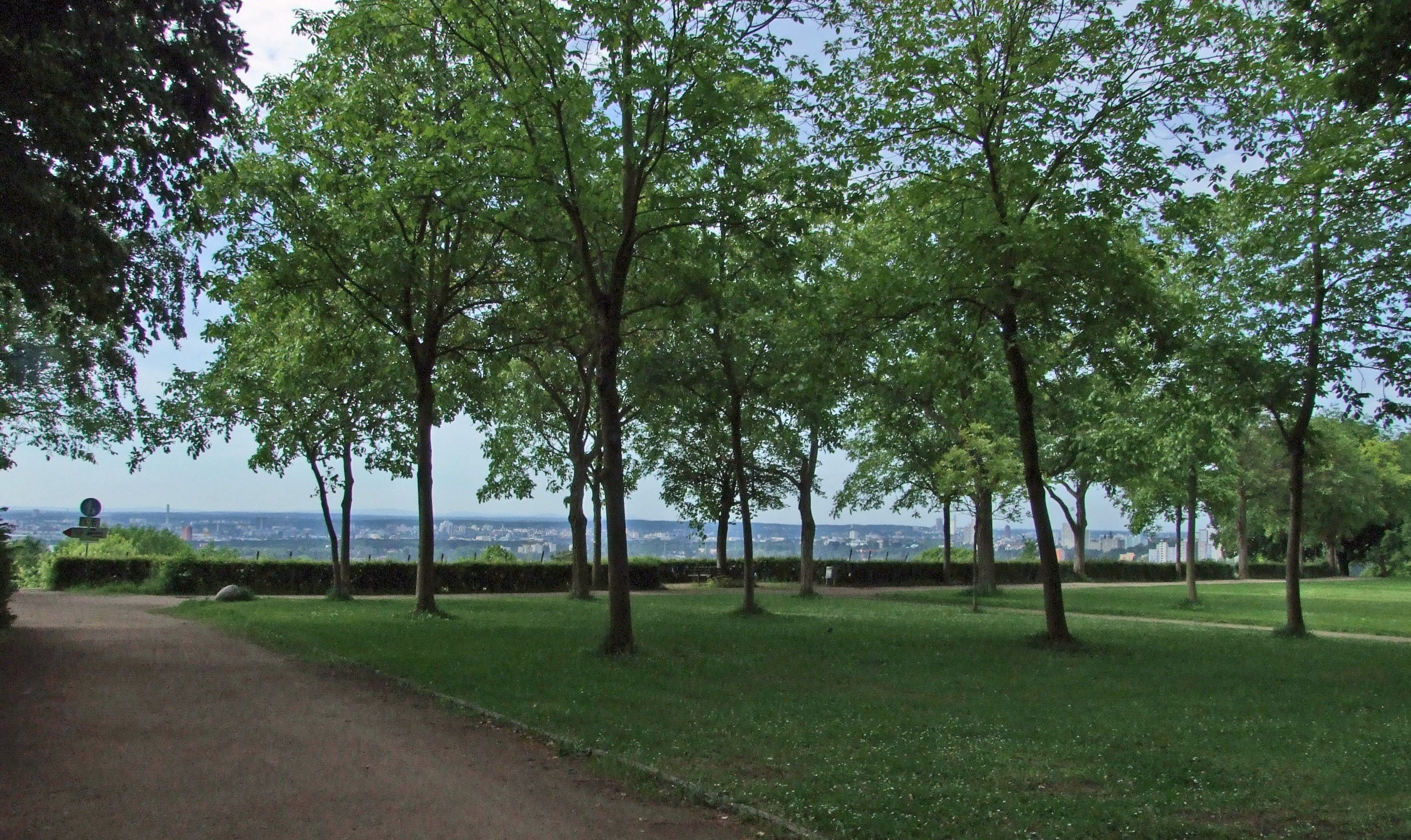
Panoramaweg im Lohrpark auf dem Lohrberg
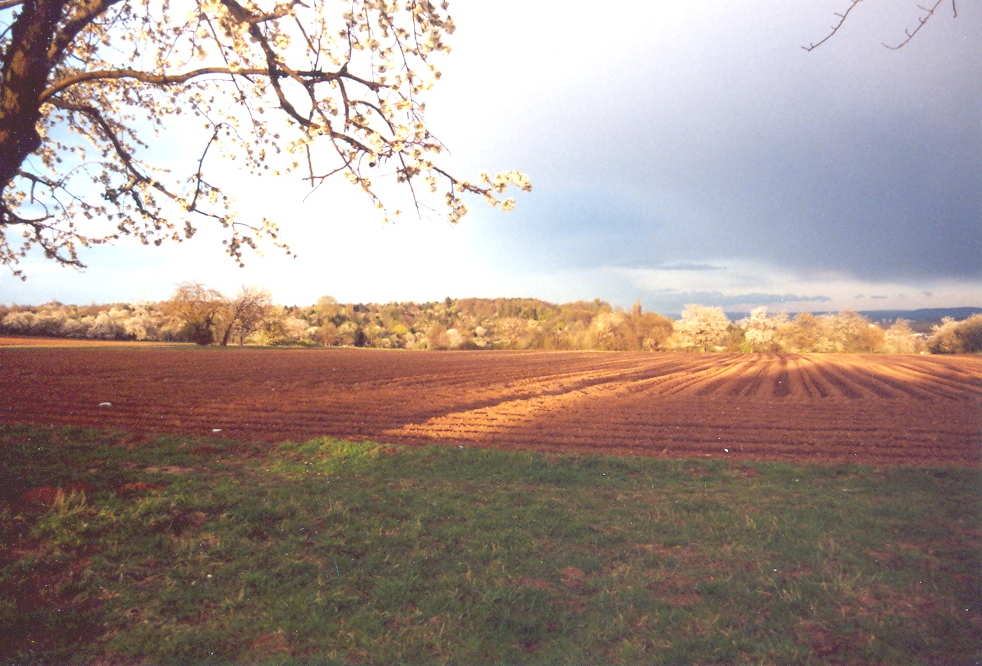
Blick von der Friedberger Landstraße zum Lohrberg
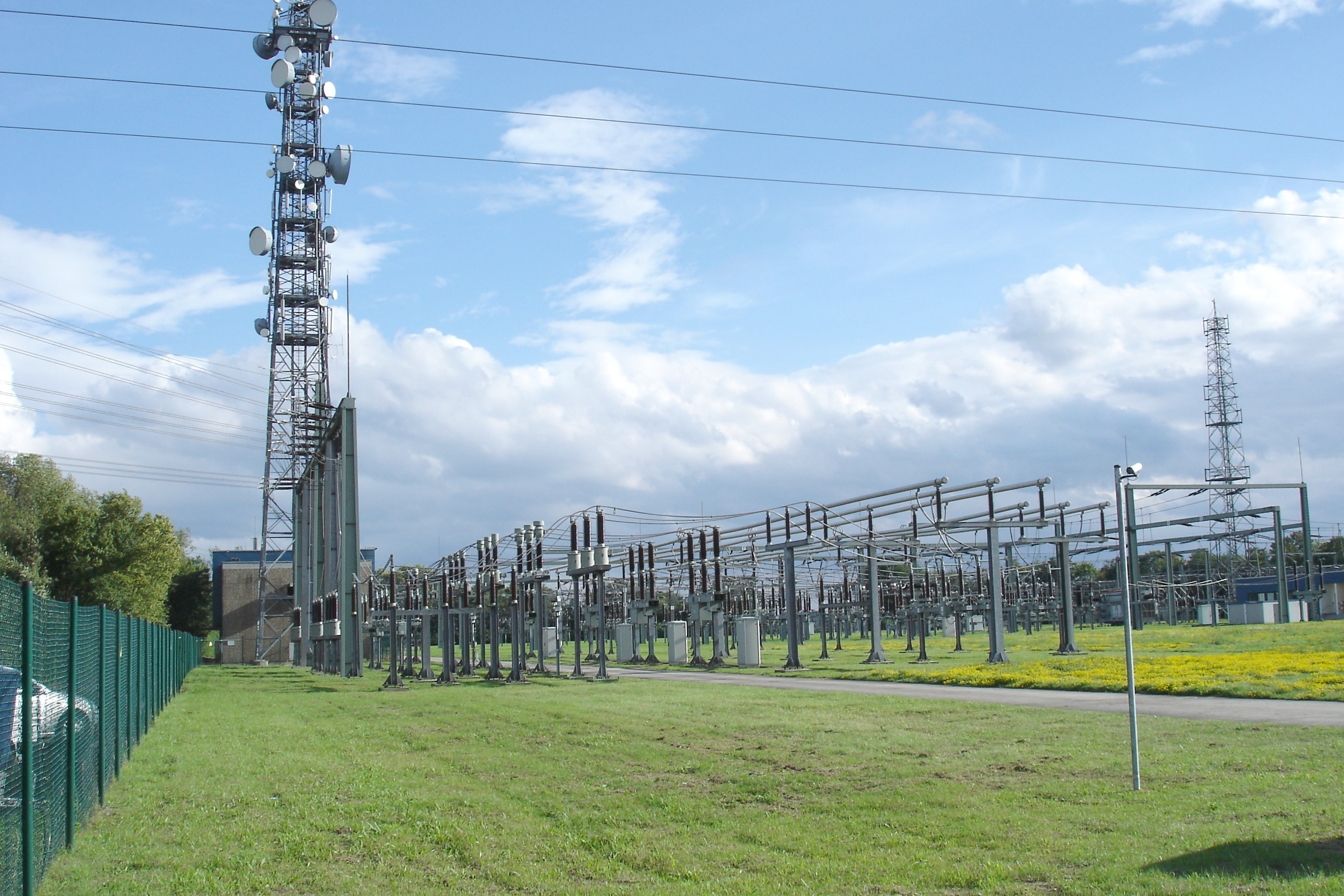
Umspannwerk Frankfurt Nord neben der Berger Warte
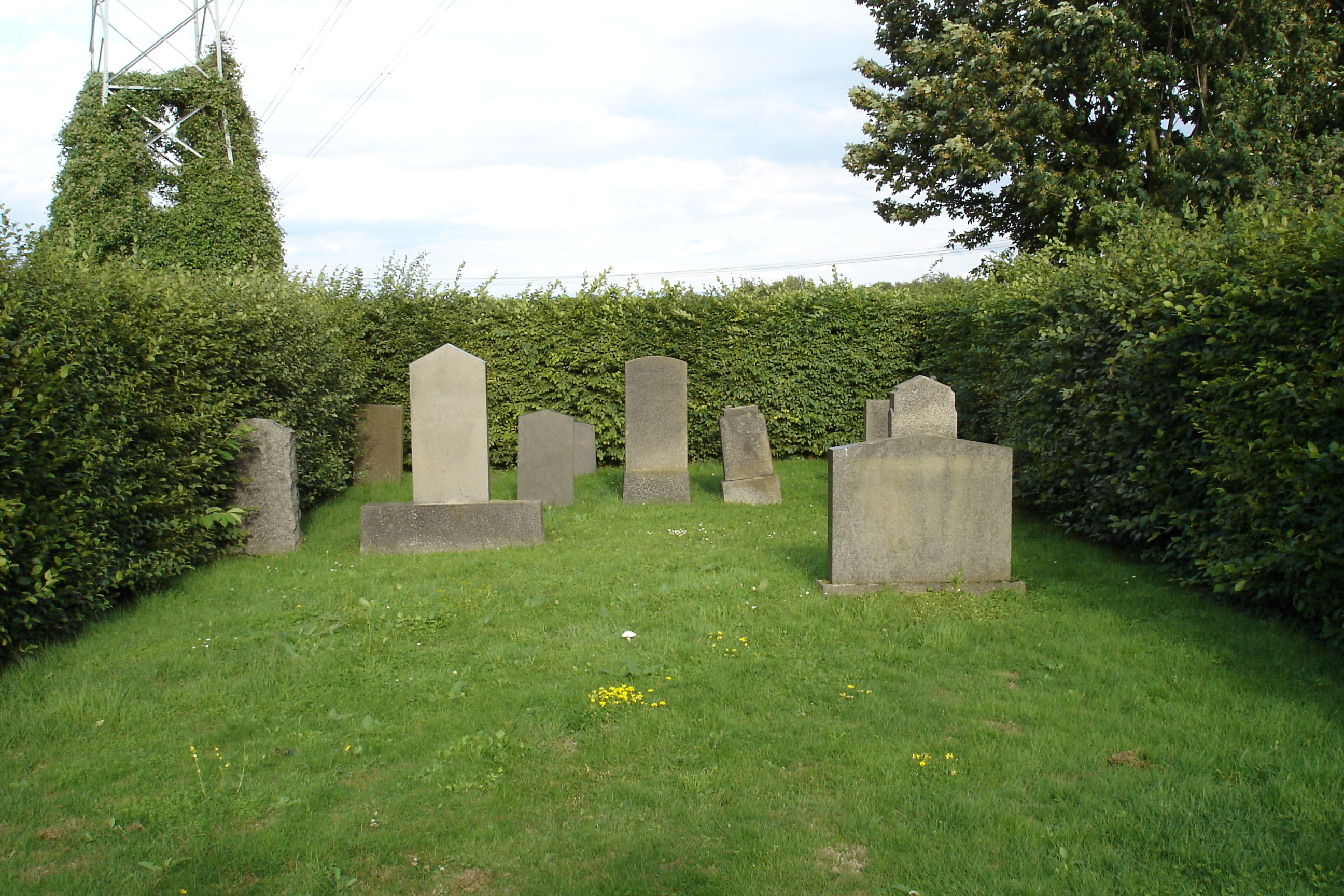
Alter Jüdischer Friedhof Bergen II
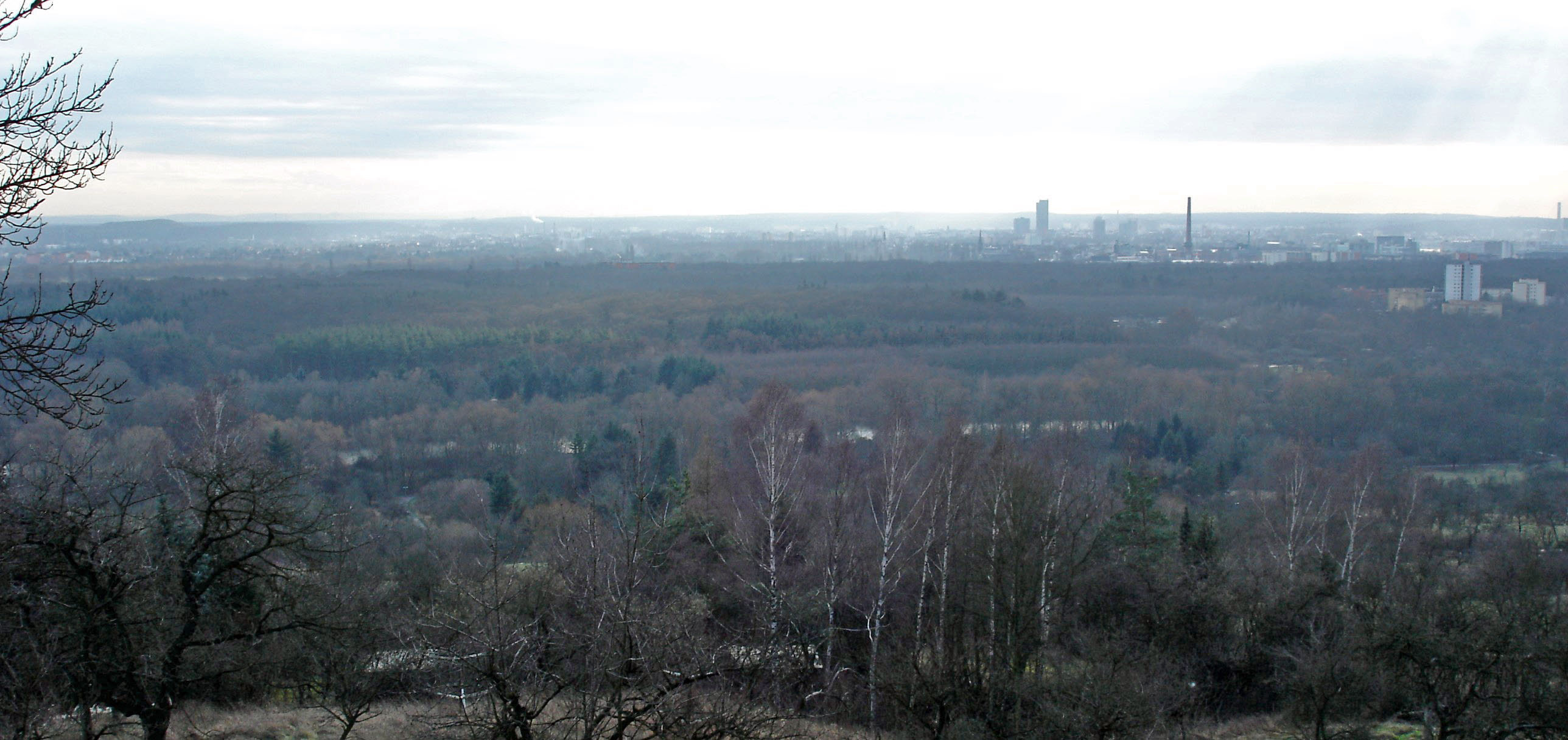
Blick vom Berger Hang auf das Enkheimer Ried
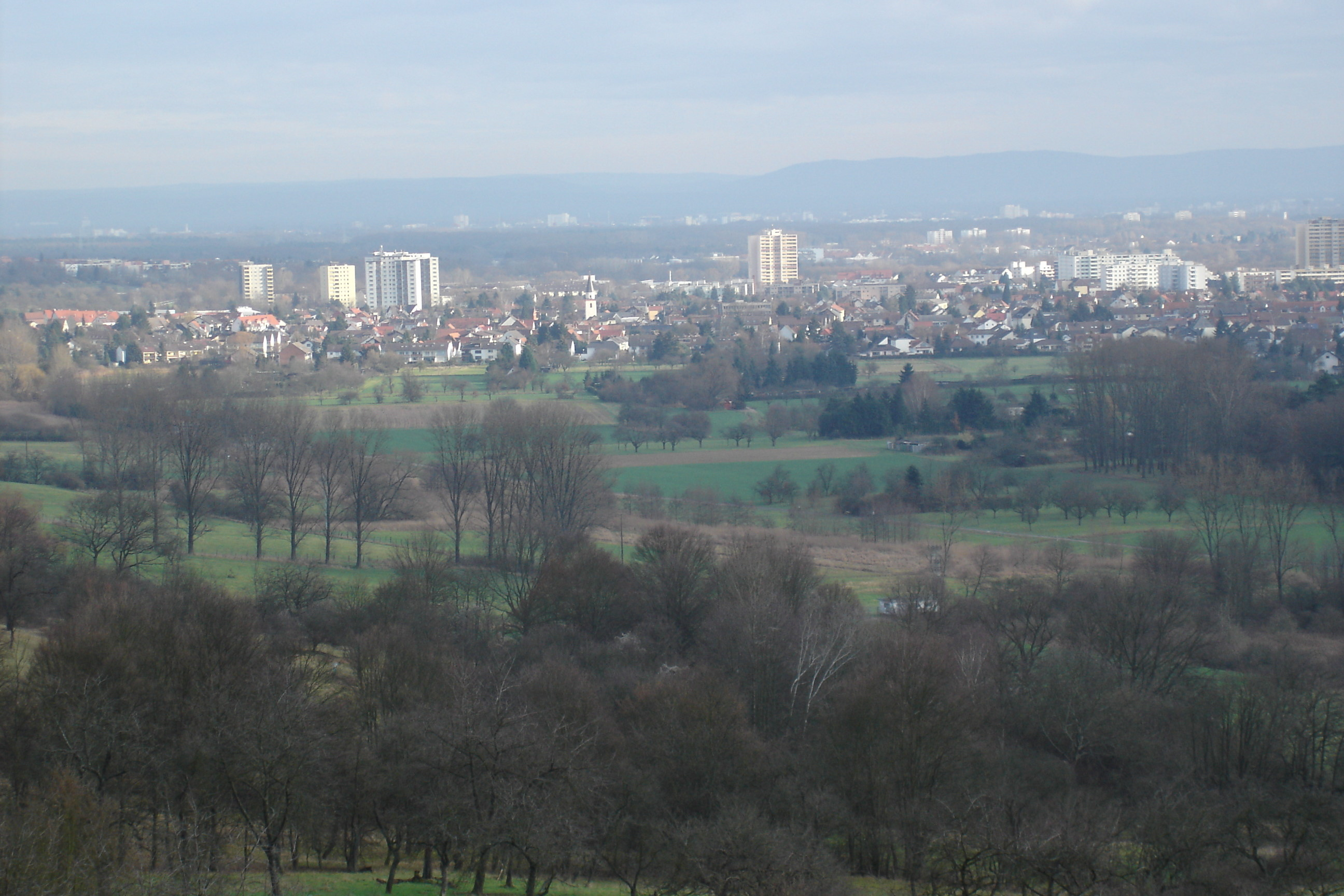
Blick vom Berger Hang auf Maintal-Bischofsheim
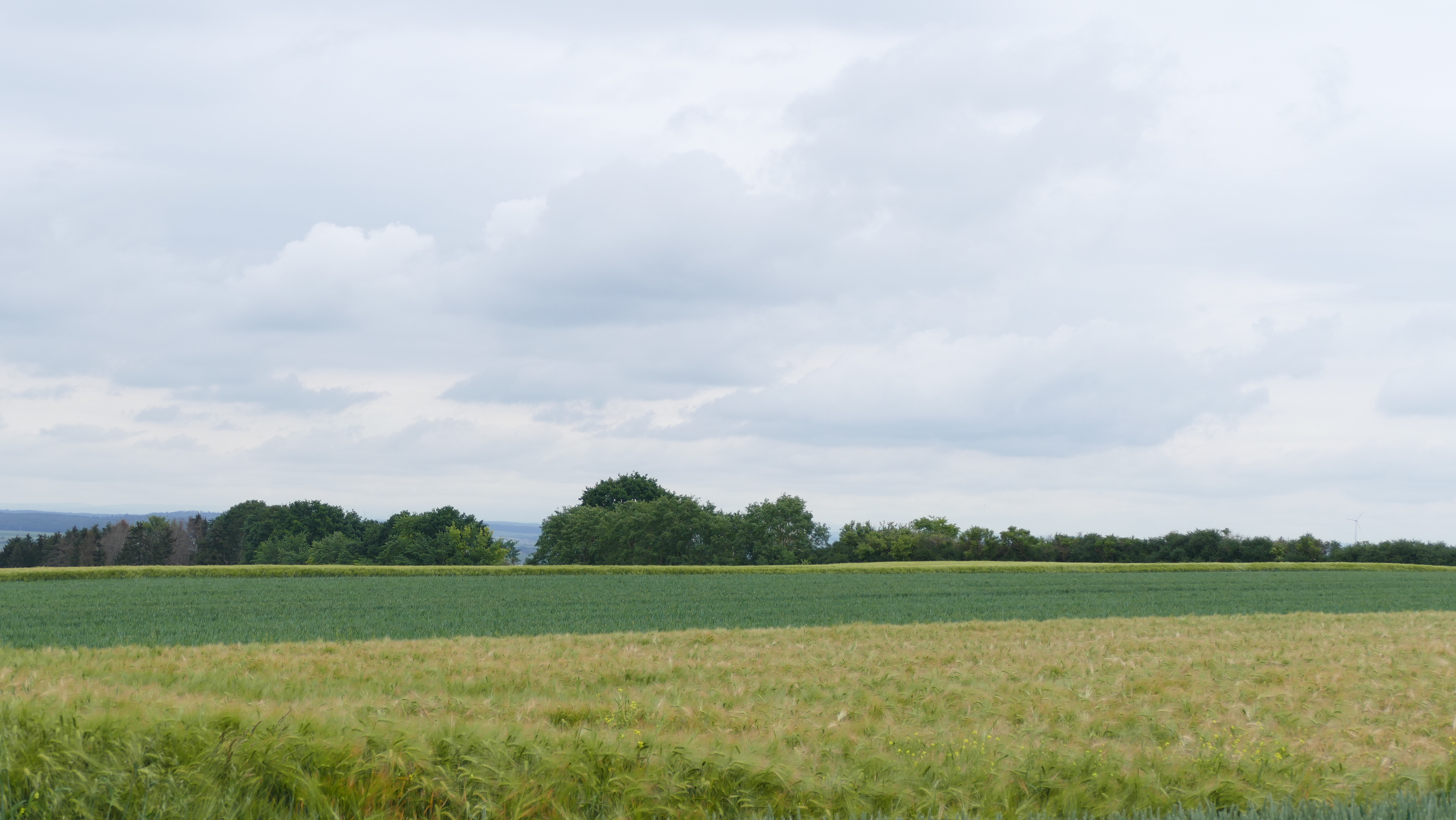
Vogelschutzgehölz Baumlohhohl
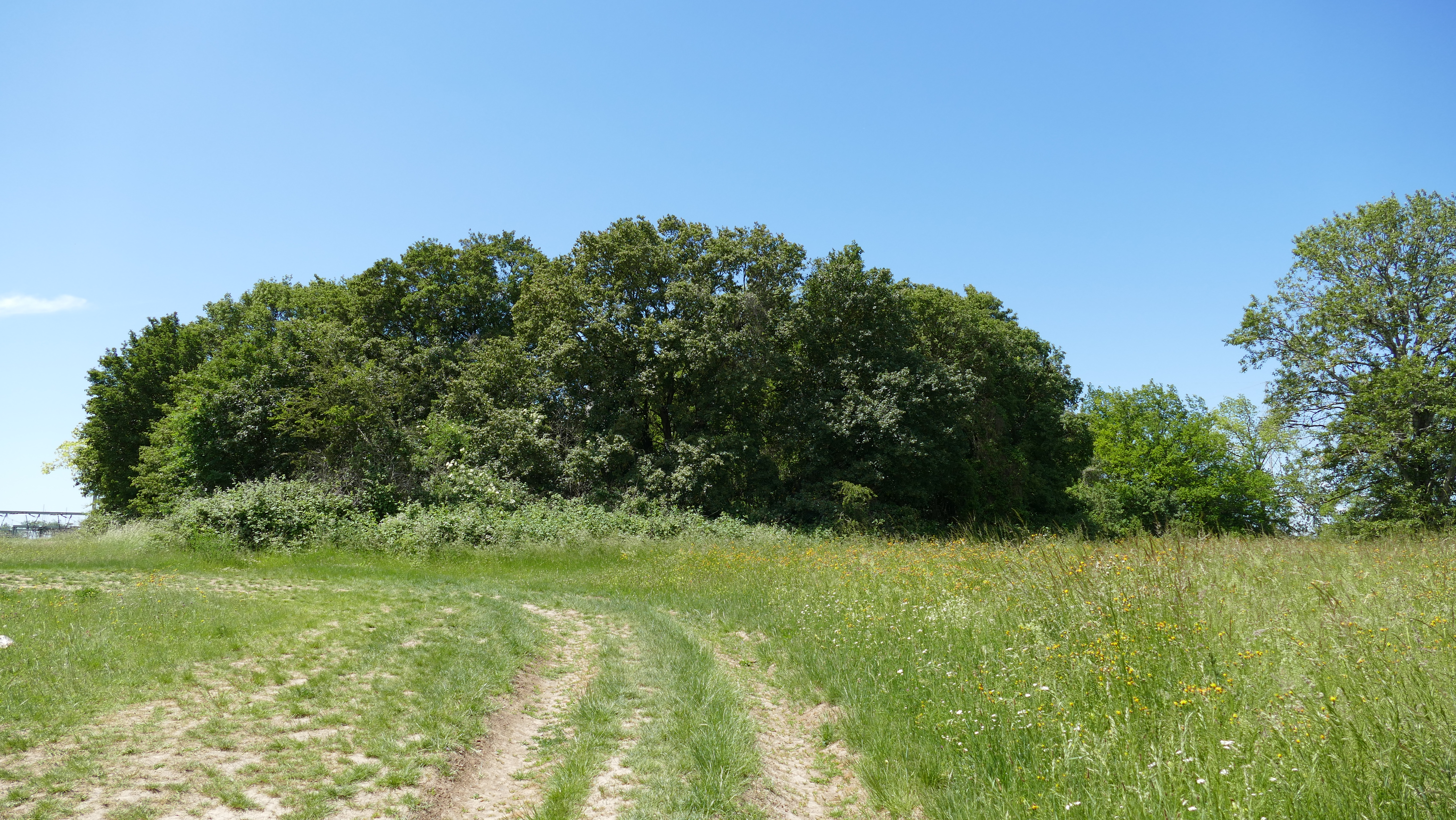
Vogelschutzgehölz an der Berger Warte